# 이세영 (1869년)
이세영(李世永, 1870년 ~ 1941년)은 대한민국의 항일독립운동가이다. 충남 청양 출생이다.

## 생애
충청남도 청양(靑陽) 사람이다.

### 의병이 되다
1895년 11월 국모시해의 변을 당하자 분개하여 홍주(洪州)에서 의병을 일으켰으나 이승우(李勝宇)의 간계(奸計)로 패하고 홍산(鴻山)으로 피신하였다. 1896년에는 황재현(黃載顯) 이관(李寬) 김홍제(金弘濟) 등과 함께 남포(藍浦)에서 다시 의병을 일으켰으나 실패하고 나라에서 군주사(軍主事)를 제수하여 정3품 육군정위(陸軍正尉)에 이르렀으나, 1903년 이후 나라가 기울어감을 개탄하고 향리로 돌아왔다. 1905년 을사조약이 강제로 체결되자 1906년에 민종식(閔宗植)과 함께 의병을 일으키고 그의 참모장(參謀長)이 되어 홍주성을 함락시키는 등 활약하였으나 일군의 대대적인 공격을 받고 패하여 공주진위대병에 체포된 뒤 동년 11월 23일 평리원(平理院)에서 종신유배의 형을 언도받고 황해도 황주(黃州)로 유배되어 한달 먼저 유배 온 전덕원(全德元)과 함께 지냈다. 1907년 10월에 철도(鐵島)로 유배지가 옮겨졌으나 형(刑)이 중지되고, 같은 해에 독립의군부(獨立義軍府) 충청 전라 경상 3도의 사령관에 임명되어 활동하였으며, 1913년 3월에는 함경 평안 황해도의 독립의군부 총사령관으로 임명되었다.

### 망명과 독립군 양성
그러나 일제의 감시가 심하여지자 1913년 5월에 만주로 망명하여 통화현(通化縣) 합니하(哈泥河)에 독립군 양성과 후진교육을 위해 설립된 신흥강습소(新興講習所)의 소장(所長) 서리에 취임하였다. 1917년 6월에는 신흥강습소의 소장이 되었으며, 같은 해 11월에 신흥강습소가 신흥무관학교(新興武官學校)로 개칭됨에 따라 교장으로 취임하여 조국 광복의 핵심 인물인 청년군관의 양성에 더욱 주력하였다. 1918년 11월에는 길림(吉林)에서 여준(呂準) 정안립(鄭安立) 김동삼(金東三) 김좌진(金佐鎭) 등 39인의 1인으로 대한독립선언서에 서명하였다. 1919년 3·1독립운동이 일어나자, 환인현(桓仁縣)에 거주하던 그는 손극장(孫克章) 독고욱(獨孤旭) 독고환(獨孤煥) 등과 함께 근처의 청년들을 모집하여 독립운동 단체인 한교공회(韓僑公會)를 발족시켰다.
한편 군사기관으로 임시군사정부(西路軍政署의 前身)가 설치되자 신흥무관학교 교장이던 그가 군사령관에 임명되어 군정부 규칙 제정을 서둘렀다. 1919년 4월 16일에는 13도대표에 의해 조직되었던 한성임시정부에서 그를 참모부 차장에 임명하였으며, 동년 8월 상해의 통합 임시정부에서는 그를 다시 노동부 차장에 임명하기도 하였다. 1920년 5월 3일 서로군정서에서는 신흥학교를 개편하여 정식사관학교로 개교식을 가졌는데 그는 계속해서 교장직을 맡아 독립군 중견간부 양성에 심혈을 기울였다.

### 친일파 숙청
한교공회의 본부는 환인현(桓仁縣) 마권자(馬圈子)에 두고 부근 각처에 지부를 설치하여 일본의 침략기관을 습격, 파괴하고 일본에 아첨하는 친일파들을 적발, 숙청하는 등 격렬한 항일투쟁활동을 전개하여 남만주(南滿洲) 독립운동에 큰 영향을 끼쳤다. 이 무렵 일본의 앞잡이인 홍승국(洪承國)과 백토벌(白討伐)이라는 가명을 가진 자가 중국토군(中國土軍)과 협력하여 독립운동자들을 살해하거나 체포하여 일본 경찰에 넘겨주는 등, 악질적 행위가 무수히 많게 되었는데, 이에 한교공회에서는 이들을 그대로 두고서는 도저히 독립운동을 할 수 없다고 판단하고 환인현(桓仁縣) 횡도천(橫道川)에서 그 일당을 포위 습격하여 백토벌(白討伐)이란 자는 사살하고 그 외는 만주로부터 추방하였다.

### 군사 지도자
1922년 2월 광한단(光韓團), 한족회(韓族會), 독립단(獨立團), 대한국민단, 대한청년연합회 등이 통합하여 관전현(寬甸縣)에서 민족단일의 독립단체를 지향하여 대한통군부(統軍府)가 조직되자 채상덕(蔡尙悳)을 총장으로 추대하고 그는 군사부장이 되었다. 일군의 만주 출병 후 남북 만주에서의 무장단체연합회로서 발족한 통군부가 동년 8월 민정(民政)과 군정(軍政)을 병행한 통의부(統義府)로 확대 개편되었을 때도 그는 군사위원으로 또는 참모부장으로 계속 무장항일투쟁에 전념하였다.

### 독립운동 선상의 알력
그러나 청년계층과 유림계층과의 알력으로 독립운동 선상에 분규가 일어나자 그는 북경(北京)으로 가버렸다. 그러자 그와 20여년 간을 동고동락하던 전덕원(全德元)은 통의부의 부활을 주장하여 그를 다시 돌아오도록 하였으며, 1923년 12월에 군사부문을 확대하여 진용을 강화하게 되자 그는 통의부의 군사부장에 임명되었다. 이해에 그는 환인현(桓仁縣)에서 손극장(孫克章) 독고욱(獨孤旭) 등과 함께 한교공회(韓僑公會)를 조직하여 구국활동을 계속하다가 일제의 추격을 피하여 다시 북경으로 건너갔다. 1925년 5월 31일에 임시정부에 내분이 일어나자 그는 북경에서 이를 규탄하는 교정서(矯正書)를 작성하여 연병호(延秉昊), 박숭병(朴崇秉) 등과 같이 서명 배포하였다. 1930년 2월에는 북경에서 조성환(曺成煥) 손일민(孫逸民) 등과 한족동맹회(韓族同盟會)를 조직하였으며, 같은 해 7월에는 강구우(姜九禹) 등과 조선혁명당 제1지부를 조직하여 항일투쟁을 계속하였다.

### 최후
이후 중경(重慶)으로 옮겨 신사회(新社會) 부위원장 등으로 항일투쟁을 하다가 1938년 2월 사천성 성도(四川省 成都)에서 영면하였다.

## 사후
- 대한민국 정부는 고인의 공훈을 기리기 위하여 1963년 건국훈장 독립장을 추서하였다.